# Aeroporto Jože Pučnik de Liubliana
O Aeroporto Jože Pučnik de Liubliana (em esloveno: Letališče Jožeta Pučnika Ljubljana) (IATA: LJU, ICAO: LJLJ) é um aeroporto internacional na cidade de Zgornji Brnik, que serve principalmente a cidade de Liubliana, capital da Eslovénia. O aeroporto serve de hub principal da Adria Airways.